# Acacia chundra
Acacia chundra é uma espécie de leguminosa do gênero Acacia, pertencente à família Fabaceae.